# Georges Spitzmuller
Œuvres principales
- Panurge
- Le Capitaine La Garde de Jarzac
- Héliodora en Atlantide
- La Fille de Cyrano

Georges Spitzmuller, né à Épinal le 31 décembre 1866 et mort à Paris le 5 octobre 1926, est un écrivain, journaliste, dramaturge et librettiste français.
Il a écrit également sous les pseudonymes de Henry de Chazel (ou Henry de Chazelle), Jean Floréal et Eugène Géral. Sans doute a-t-il collaboré aussi à des romans publiés par son épouse sous le nom de Paule Bruys.

## Biographie
Fils d'un employé de chemin de fer et d'une brodeuse, il devient journaliste, puis rédacteur en chef du Libéral de l'Est. Pendant la Première Guerre mondiale, il sert comme capitaine de réserve au 101e régiment d'artillerie lourde. Il est nommé Chevalier de la Légion d'honneur le 5 janvier 1918.
En littérature, il est connu dès la fin du XIXe siècle comme romancier, mais c'est après la guerre qu'il devient un écrivain prolifique qui aborde avec succès de nombreux genres populaires : le roman policier, le roman sentimental, le roman de cape et d'épée, le roman historique et le roman de guerre. Plusieurs de ses œuvres, parues de son vivant dans la presse, ont été éditées en volume après sa mort.
En collaboration avec le chansonnier Maurice Couyba, il signe le livret de Panurge (1913), un opéra méconnu de Jules Massenet, inspiré par le personnage de François Rabelais. Il a également rédigé le livret de l'opéra Melænis (1927) de Sylvio Lazzari et de diverses œuvres lyriques mineures.

## Œuvres

### Romans
- Les Mystères de Belfort, J. Spitzmuller, 1892 [lire en ligne (page consultée le 6 septembre 2022)]
- Fleur de miel, J. Spitzmuller, 1898
- Le Baiser de l'Alsace, 1902
- La Pitchounette, La Cité du Bon livre, coll. « Mignon roman » n° 37-38, (1914)
- L'Amour dans la forêt, Tallandier, coll. « Le Livre national » no 17, 1918
- La Petite Cantinière, Les Petits Chefs-d'œuvre, 1918
- Nouveaux Riches, Tallandier, coll. « Le Livre national. Romans pour tous » no 36, 1919
- Kaï-Nïx, Ferenczi & fils, coll. « Le Roman policier » no 27, 1919
- L'Oasis d'amour, Albin Michel, coll. « Mon petit roman » n° 11, 1919
- La Rosière du Panthéon, Albin Michel, coll. « Mes petits feuilletons » n° 2, 1920
- L'Amie de l'étudiant, Albin Michel, coll. « Mes petits feuilletons » no 6, 1920
- De l'amour à la mort, Ferenczi & fils, coll.  « Mon livre favori » no 11, 1921
- Le Capitaine Bel-Cœur : aventures d'amour et d'épée sous Henri IV.

- - 1 : Le Capitaine Bel-Coeur, Tallandier, coll. « Le Livre national » no 321, 1921 [lire en ligne (page consultée le 6 septembre 2022)]
  - 2 : La Lionne d'amour, Tallandier, coll. « Le Livre national » n°322, 1921 [lire en ligne (page consultée le 6 septembre 2022)]
  - 3 : La Belle Argentière, Tallandier, coll. « Le Livre national » n°323, 1921 [lire en ligne (page consultée le 6 septembre 2022)]
  - 4 : Le Diamant de Sancy, Tallandier, coll. « Le Livre national » n°324, 1921 [lire en ligne (page consultée le 6 septembre 2022)]

- Poil-de-Brisque, Ferenczi & fils, 1921
- Mademoiselle Molière, anecdote de Louis XIV, Ferenczi & fils, 1921
- La Marche à l'abîme, Ferenczi & fils, coll. « Les Auteurs populaires » no 9, 1921
- Rigolette, Ferenczi & fils, coll. « Les Auteurs populaires » no 10, 1921
- Dzeu-roum, Milan, Casa Editrice Sonzogno (traduit en italien), 1921
- Tu m'as promis ton baiser !, Albin Michel, coll. "Mon petit roman" n° 17, 1921
- Paris mystérieux, (adaptation d'un ciné-roman de Louis Paglieri), Ferenczi & fils, 1922
- Infâme !, Tallandier, coll. « Le Livre national. Romans populaires » no 292, 1922 [lire en ligne (page consultée le 6 septembre 2022)]
- Le Roman de Christine, Tallandier, coll. « Le Livre national. Romans populaires » no 293, 1922 [lire en ligne (page consultée le 6 septembre 2022)]
- Le Chevalier-Arc-en-Ciel, Tallandier, Livre national rouge no 370, 1923
- Le Capitaine La Garde de Jarzac, Fayard, 1923 (7 volumes)
- Amante royale, Tallandier, coll. « Livre national rouge » no 510, 1925
- Fleur d'Alsace, Rouff, coll. « Le Livre illustré » no 16, 1925
- Le Soulier de satin, Rouff, coll. « Mon roman complet illustré » no 121, 1925
- La Conquête d'un cœur, Rouff, coll. « Le Livre illustré » no 45, 1926
- L'Amour mystérieux, Rouff, coll. « Nouvelle collection nationale » no 62, 1926 [lire en ligne (page consultée le 6 septembre 2022)]
- La Douce Revanche, Rouff, coll. « Mon roman » no 133, 1926
- Le Gosse de la tour Eiffel, Rouff, coll. « Mon roman complet illustré » no 156, 1926
- L'Amour et son masque, S.E.T., coll. « Les Meilleurs Romans populaires » no 2, 1926
- Amour et Argent, S.E.T., coll. « Les Meilleurs Romans populaires » no 13, 1926
- Mimosa, Tallandier, coll. « Le Livre national. Romans populaires » no 526, 1926
- Reconquise !, Tallandier, coll. « Le Livre national. Romans populaires » no 547, 1926
- Les Deux Sergents, Tallandier, coll. « Cinéma-bibliothèque » no 54, 1926
- L'Homme sans nom, Tallandier, coll. « Cinéma-bibliothèque » no 74, 1926
- L'Enfant de la tourmente, Tallandier, coll. « Cinéma-bibliothèque » no 116, 1926
- La Fille de Cyrano, éditions Baudinière, coll. Les Romans célèbres, 1926
- La Fausse Morte, Rouff, coll. « Grande collection nationale » no 171, s.d.
- Pascaline, Rouff, coll. « Grande collection nationale » no 224, s.d.
- La Fleur éternelle, Tallandier, coll. « Livre national rouge » no 396, s.d. [lire en ligne (page consultée le 6 septembre 2022)]
- Fra Diavolo, Ferenczi & fils, coll. « Les Grands Flibustiers », s.d.
- La Fleur dans les ruines, Tallandier, coll. « Le Livre national » no 173, s.d. [lire en ligne]
- La Pieuvre, Tallandier, coll. « Le Livre national » no 256, s.d. [lire en ligne (page consultée le 6 septembre 2022)]
- Sanglante Richesse, Tallandier, coll. « Le Livre national » no 336, s.d.[lire en ligne (page consultée le 6 septembre 2022)]
- Ma jolie, Tallandier, coll. « Le Livre national » no 358, s.d. [lire en ligne (page consultée le 6 septembre 2022)]
- L'Heure d'aimer, Tallandier, coll. « Le Livre national » no 359, s.d. [lire en ligne (page consultée le 6 septembre 2022)]
- Les Fiançailles rouges, Tallandier, coll. « Cinéma-bibliothèque » no 147, 1927 (publication posthume achevée par Lawrence Arnold)
- Feuilles d'automne, Rouff, coll. « Mon roman » no 186, 1927[lire en ligne (page consultée le 6 septembre 2022)]
- Le Nouveau Monte-Cristo, Fayard, coll. « Le Livre populaire » no 192, 1927 (publication posthume)
- Le Nouveau Monte-Cristo : l'étoile d'amour, Fayard, coll. « Le Livre populaire » no 193, 1927 (publication posthume)
- Pauvre petit cœur, Ferenczi & fils, coll. « Notre cœur » no 15, 1927 (publication posthume)
- Fleur-de-mal, Ferenczi & fils, coll. « Les Grands Romans » no 51, 1927  (publication posthume)
- Le Miroir fleuri, Tallandier, coll. « Le Livre national » no 612, 1927 (publication posthume)
- L'amour l'emporte, S.E.T., coll. « Les Plus Belles Histoires d'amour » no 2, 1927 (publication posthume)
- La Tempête, Ferenczi & fils, coll. « Notre cœur » no 33, 1928 (publication posthume achevée par Lawrence Arnold)
- Les Drames de Paris, Fayard, coll. « Les Maîtres du roman populaire » no 284, 1928 (publication posthume)
- La Grappe aux lèvres, Tallandier, coll. « Le Livre national » no 679, 1929 (publication posthume)
- La Petite Vivandière, Tallandier, coll. « Le Roman du dimanche » no 3, 1931 (publication posthume)
- La Lumière du cœur, Rouff, coll. « Les Romans vécus » no 1, 1931 (publication posthume)
- Celle qui voulait mourir, Rouff, coll. « Les Romans vécus » no 26, 1931 (publication posthume)
- La Revanche du bonheur, Rouff, coll. « Les Romans vécus » no 51, 1931 (publication posthume)
- Entre l'amour et le devoir, Rouff, coll. « Les Romans vécus » no 76, 1932 (publication posthume)
- Dzeu-roum, Ferenczi & fils, coll. « Police et Mystère » no 10, 1932 (publication posthume)
- La Jolie Polonaise, Ferenczi & fils, coll. « Le Livre épatant » no 527, 1935 (publication posthume)
- Les Bandits du Rail - L’Intégrale, Oxymoron, 2023  (ISBN 978-2-02-155445-8)

### Nouvelles
- Vieilles nouvelles, J. Spitzmuller, 1892

#### La Collection « Patrie »
Georges Spitzmuller est l'auteur de 24 titres de la collection « Patrie » des éditions Rouff qui en compte 154. Ces pièces ont été réunies en deux volumes sous le titre générique Épisodes vécus de la Grande Guerre.  
- Satanas, roi des canons, no 55, 1918 [lire en ligne (page consultée le 6 septembre 2022)]
- Avec une batterie de 95, no 70, 1918 - sous le pseudonyme de Henry de Chazelle [lire en ligne (page consultée le 28 octobre 2016)]
- L'Attaque du pont de Chooz, no 75, 1918 [lire en ligne (page consultée le 6 septembre 2022)]
- Épisode de la vie d'un 400, no 80, 1918 [lire en ligne (page consultée le 6 septembre 2022)]
- À la rescousse, no 85, 1918 [lire en ligne (page consultée le 6 septembre 2022)]
- Histoire d'un 75, no 90, 1918 [lire en ligne (page consultée le 6 septembre 2022)]
- Yanks et poilus, no 93, 1918
- Mémoires d'un camoufleur, no 98, 1918
- Les Pontonniers de la Marne, no 101, 1919 - sous le pseudonyme de Henry de Chazel
- Soissons reconquis, no 106, 1919
- L'Auto-canon fantôme, no 108, 1919 [lire en ligne (page consultée le 6 septembre 2022)]
- Château-Thierry délivré, no 114, 1919
- La Victoire de Saint-Mihiel, no 117, 1919
- Aventures d'une section de munitions automobile, no 120, 1919
- Souvenirs d'un aumônier, no 123, 1919
- La Reprise de Saint-Quentin, no 125, 1919
- Les Coups d'audace d'une auto-mitrailleuse, no 127, 1919 [lire en ligne]
- La Bataille pour Cambrai, no 132, 1919
- Le Repérage par le son, no 137, 1919
- Les Pièges boches, no 141, 1919
- La TSF au combat, no 142, 1919
- L'As des projecteurs, no 145, 1919 [lire en ligne (page consultée le 6 septembre 2022)]
- Les Zouaves à Coeuvres, no 147, 1919
- La Passerelle de Jaulgonne, no 150, 1919

### Poésie
- Le Drapeau de grand-père, 1915

### Livrets
- Besançon tambour battant, opérette en 3 actes et 6 tableaux, musique de Rick et Rack (1905)
- Selma, cantate, musique de Maurice Le Boucher (1907)
- Cléanthis ou la Veuve sans l'être, comédie musicale en 1 acte, musique d'Edmond Malherbe, 1909
- Yanitza, scène lyrique d'après une légende albanaise, musique de Paul Paray (1911)
- L'Emeute, drame lyrique en 3 actes et 5 tableaux, musique d'Edmond Malherbe (1912)
- Panurge, haulte farce musicale (opéra) en 3 actes, en collaboration avec Maurice Couyba, musique de Jules Massenet (1913) [lire en ligne]
- Le Jugement de Midas, comédie lyrique en 3 actes, musique d'Eugène Cools (1922)
- Melænis, opéra en 5 actes, musique de Sylvio Lazzari (1927)
- Pathelin, comédie musicale, musique de Paul Bastide (1939)

### Théâtre
- Infâme !, drame en 6 actes, 1903
- Les Immolés, pièce en 4 actes, en collaboration avec André Crémieux (1907)